# مالکیت خصوصی (فیلم)
مالکیت خصوصی (فرانسوی: Nue Propriété‎) فیلمی بلژیکی به زبان فرانسوی است که در سال ۲۰۰۶ منتشر شد. از بازیگران آن می‌توان به ایزابل هوپر اشاره کرد.